# اریک سینگر
اریک سینگر (انگلیسی: Eric Singer؛ زادهٔ ۱۲ مهٔ ۱۹۵۸) طبل‌زن اهل ایالات متحده آمریکا است. وی از سال ۱۹۸۴ میلادی تاکنون مشغول فعالیت بوده است.